# Halilulik
Halilulik is een dorp in het district Tasifeto Barat, halverwege Kefamenanu en Atambua en nog net in het regentschap Belu gelegen, op West-Timor, provincie Oost-Nusa Tenggara, Indonesië.

## Geografie
Halilulik ligt op een hoogte van 400 meter boven zeeniveau, hetgeen zorgt voor een aangenaam gematigd klimaat.
Het dorp ligt aan de kruising van de West-Timor Hoofdweg (in het Indonesisch: Jalan Nasional Trans Timor) en de weg van Betun ( hoofdstad van het regentschap Malaka ) naar Halilulik. De West-Timor Hoofdweg, met geel aangegeven op het kaartje, is de weg van Kupang naar Motaain, gelegen aan de grens met Oost-Timor. Het gemeentehuis staat in Nuskikun.

## Naam en geschiedenis
Halilulik is een combinatie van de woorden hali, wat banyanboom betekent en lulik, wat heilig betekent. Halilulik betekent dus heilige banyanboom. De banyanboom heeft een bedwelmende geur en heeft een religieuze betekenis voor de Tetum-stamleden van het district Tasifato Barat. Andere namen voor banyanboom zijn: ficus indica, waringin. De geschiedenis van het dorpje Halilulik gaat terug tot de tijd van het koninkrijk van Naitimu.

## Religie
In 1918 lieten de paters en broeders van de SVD (ook wel genoemd: de Missionarissen van Steyl) een parochiekerk en een klooster in Halilulik bouwen. De kerk is de Gereja Paroki Roh Kudus (Parochiekerk Heilig Hart). Later is het klooster overgegaan naar de Missiezusters Dienaressen van de Heilige Geest (Servarum Spiritus Sancti, ook wel genoemd: de Blauwe Zusters van Steyl) en de paters en broeders verhuisden naar Nenuk bij Atambua, waar zij het klooster St. Yosef lieten bouwen.

## Onderwijs
De dorpen-cluster Halilulik - Nuskikun - Naitimu telt vier scholen:
- Openbare basisschool Nuskikun;
- Katholieke basisschool Halilulik;
- Onderbouw Middelbare School Hati Tersuci Maria Halilulik;
- Bovenbouw Middelbare School Hati Tersuci Maria Halilulik.

De drie katholieke scholen worden bestuurd door het SSpS-klooster.

## Gezondheid
Er is een gezondheidscentrum en een ziekenhuis, namelijk:
- Gezondheidscentrum Halilulik;
- Het katholieke ziekenhuis Marianum met: spoedeisende hulp, operatiekamer, 74 bedden, ambulance en polikliniek voor mondheelkunde en oogheelkunde.[1]

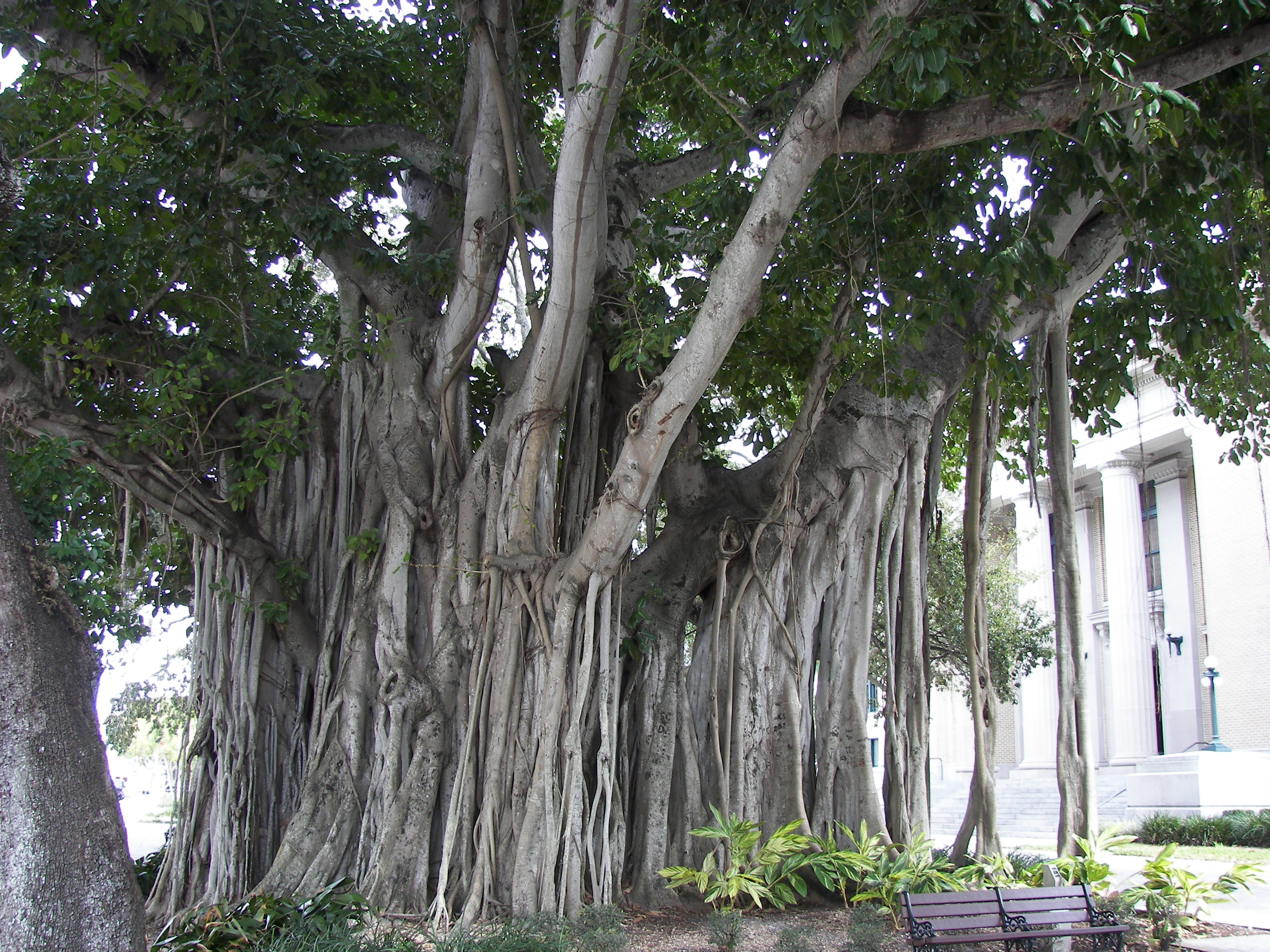
Banyan boom.